# クロード・シェソン
クロード・シェソン（フランス語: Claude Cheysson、1920年4月13日 - 2012年10月15日）は、フランスの政治家。1981年5月から1984年12月まで外務大臣を務め、それ以前は欧州委員会の委員などを歴任した。

## 生涯
1920年4月13日、パリに誕生する。第二次世界大戦の間は国外に逃れ、ルクレール将軍の第2機甲師団（現在の第2機甲旅団）に加わり、第12アフリカ騎兵連隊で少尉を務めた。1948年に外務省へ入省し、その後は西ドイツとの連絡部門の責任者となった。
外務省での役職を移る中で、1952年4月にフランス領インドシナ政府大統領の参事官、1954年6月から1955年3月にピエール・マンデス＝フランス首相の官房長官、1957年8月から1962年8月にアフリカ技術協力委員会の幹事長、1962年8月から1966年5月にサハラ機構の理事、1966年6月から1970年1月にインドネシア大使を務めた。
1973年4月には欧州委員会の委員に任命された。1977年1月まで務めた最初の役職は、開発政策・協力・予算・財政管理を担当するものだった。1977年1月から1981年5月の間は開発担当の長を務めた。
1981年5月から1984年12月まで外務大臣として本国政府の一員となった。彼の時に省の名称がミニストリー・オブ・ジ・エクスターナル・リレーションズ（Ministry of the External Relations）に変わったが、1986年には元の名前に戻った。シェソンはドロール委員会に加わり、1985年1月から1989年1月の間は地中海政策と南北関係に関する責任者となった。
2012年10月15日、パリにて92歳で死去した。

## 家族
1969年10月にダニエレ・シュワルツ・シェソンと結婚し、3人の子女が誕生した。なお他の3人は以前の妻との間に誕生している。